# Liste der Monuments historiques in Beautheil-Saints
Die Liste der Monuments historiques in Beautheil-Saints führt die Monuments historiques in der französischen Gemeinde Beautheil-Saints auf.

## Liste der Bauwerke
| Bezeichnung                         | Beschreibung | Standort | Kennzeichnung | Schutzstatus | Datum | Bild           |
| ----------------------------------- | ------------ | -------- | ------------- | ------------ | ----- | -------------- |
| Menhir La Pierre-Fitte in Beautheil | Neolithikum  | (Lage)   | PA00086813    | Classé       | 1889  | weitere Bilder |

## Liste der Objekte

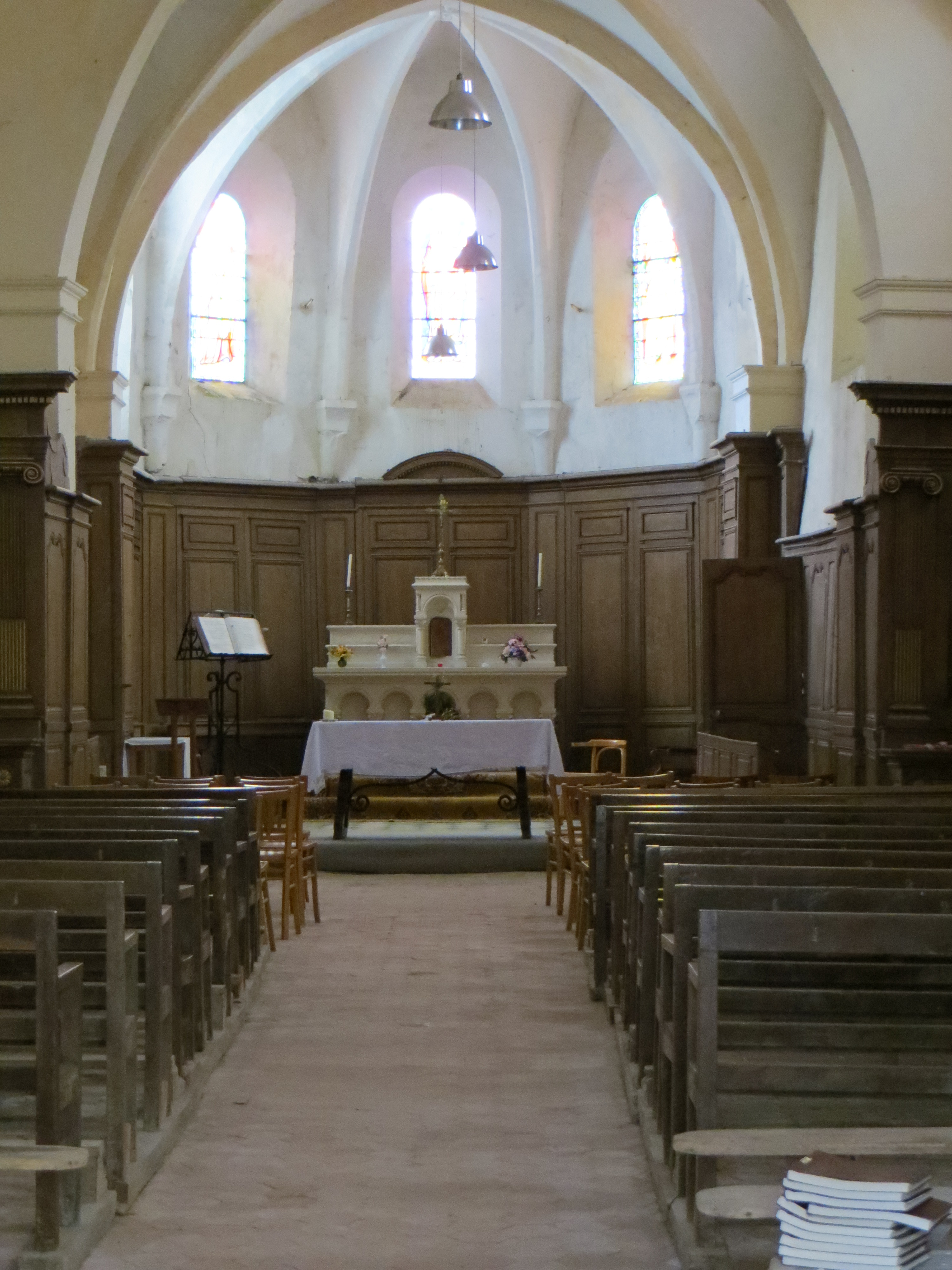
Innenansicht der Kirche St-Martin

- Monuments historiques (Objekte) in Beautheil in der Base Palissy des französischen Kultusministeriums
- Monuments historiques (Objekte) in Saints in der Base Palissy des französischen Kultusministeriums